# Remigio Sabbadini
Remigio Sabbadini (Sarego, 23 novembre 1850 – Pisa, 7 febbraio 1934) è stato un filologo e latinista italiano, figura centrale nella critica letteraria del mondo latino e nella fondazione della filologia umanistica.

## Biografia
Nato a Sarego (in provincia di Vicenza) da Giuseppe e da Luigia Allegro, una coppia di estrazione contadina, Sabbadini iniziò a studiare in Veneto prima di trasferirsi a Firenze, dove si laureò in letteratura latina con una tesi su Virgilio. Abilitato alla libera docenza nei licei, nel 1886 diventò docente di letteratura latina all'Università di Catania, per poi ricoprire sempre lo stesso ruolo all'Accedemia scientifico-letteraria di Milano dal 1900 (che nel 1923, con la Riforma Gentile, darà origine alla Statale), dove ebbe modo di farsi conoscere anche come appassionato dell'umanesimo e della tradizione dei codici classici presso gli eruditi del XV secolo. Rimase in servizio fino al 1º maggio 1926 quando, per limiti d'età, fu nominato professore emerito. In qualità di accademico, fu socio di numerosi enti e accademie culturali: socio corrispondente dell'Istituto Lombardo dal 1905; socio corrispondente dell'Accademia delle Scienze di Torino dal 26 febbraio 1911 (poi socio nazionale residente dal 23 giugno 1918); socio corrispondente dell’Accademia nazionale dei Lincei dal 1910 e socio nazionale dal 1920; membro dell'Arcadia col nome di Filarco Eteo. 
Sposatosi nel 1890 con Amalia Grifi, ebbe una figlia, Ada, moglie del politico e latinista Concetto Marchesi.

## Gli studi classici e la filologia umanistica
L'attività di ricerca, come già evidenziato, si concentra sia sullo studio della letteratura latina, sia sullo studio filologico dei classici nel mondo rinascimentale, dando il via così alla filologia umanistica moderna. Per quanto riguarda la prima area, Sabbadini contribuì alla critica letteraria e filologica curando l'edizione dell'opera omnia di Virgilio nel 1930 in occasione del bimillenario della nascita del poeta mantovano, ma si dedicò anche all'edizione scolastica del De officiis di Cicerone, delle Satire e delle Epistole di Orazio. Per quanto riguarda invece la filologia umanistica, della quale è considerato il fondatore, Sabbadini era interessato alla formulazione di una scienza che 
(Fabretti)
Da questa concezione, l'amore non soltanto filologico (importante fu lo studio del Virgilio ambrosiano di Petrarca e lo studio dei manoscritti conservati in numerose biblioteche e archivi), ma anche prettamente storico e letterario, concentrandosi sulle vite e le esperienze dei vari umanisti e della loro rilettura allegorica e interpretativa del mondo antico. Il frutto di queste considerazioni è conservato nel suo libro in due volumi intitolato Le scoperte dei codici latini e greci ne’ secoli XIV e XV, pubblicato inizialmente nel 1905 ma poi ampliato e integrato negli anni successivi.

## Opere

### Studi sulla letteratura latina
- (LA, IT) Virgilio, L'Eneide, a cura di Remigio Sabbadini, Torino, Ermanno Loescher, 1884, SBN CAG0575363.
- Remigio Sabbadini, I codici delle opere rettoriche di Cicerone, in Rivista di filologia e di istruzione classica, vol. 16, n. 3-4, Torino, E. Loescher, 1886, SBN VIA0145510.
- Remigio Sabbadini, Studi critici sulla Eneide: interpretazioni, questioni grammaticali, composizione, cronologia, Lonigo, Prem. Tip. Gio. Gaspari, 1899, SBN RMR0002330.
- Remigio Sabbadini, Studi ambrosiani latini, in Studi italiani di filologia classica, vol. 11, Firenze, B. Seeber, 1903,  pp. 165-388, SBN RAV1984372.
- Remigio Sabbadini, Per la cronologia delle poesie amorose d'Ovidio, in Rivista di filologia e di istruzione classica, vol. 37, n. 2, Torino, E. Loescher, 1909,  pp. 166-169, SBN PUV0706392.
- Remigio Sabbadini, La composizione dell'Orator ciceroniano, in Rivista di filologia e di istruzione classica, vol. 44, n. 1, Torino, E. Loescher, gennaio 1916, SBN CUB0569375.
- Remigio Sabbadini, Il ritmo oratorio negli storici latini, in Rivista di filologia e di istruzione classica, vol. 48, n. 3, Torino, Giovanni Chiantore, luglio 1920,  pp. 354-358, SBN VIA0133606.

### Studi di filologia umanistica

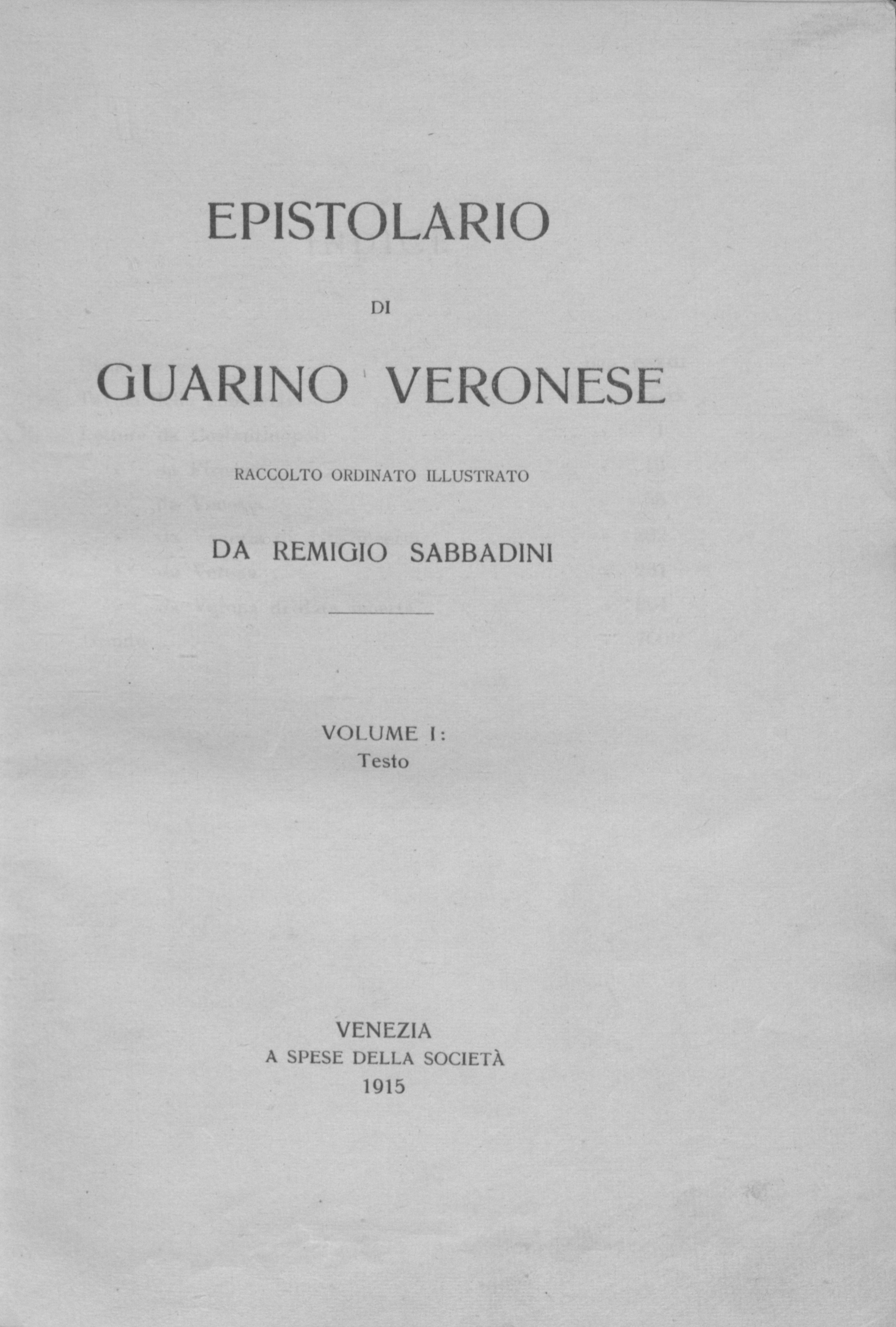
Epistolario di Guarino Veronese, 1915

- (LA, IT) Francesco Barbaro, Centotrenta lettere inedite di Francesco Barbaro, precedute dall'ordinamento critico cronologico dell'intero suo epistolario, seguite da appendici e indici, a cura di Remigio Sabbadini, Salerno, Tipografia nazionale, 1884, SBN VEA0055366.
- Remigio Sabbadini, Lettere e Orazioni edite ed inedite di Gasparino Barzizza, Milano, Tip. Bortolotti di Giuseppe Prato, 1886, SBN CUB0569381.
- (LA, IT) Remigio Sabbadini, Biografia documentata di Giovanni Aurispa, Noto, Off. Tip. di Fr. Zammit, 1890, SBN LIA0233869.
- Remigio Sabbadini, Polemica umanista, Catania, Tip. Sicula, 1893, SBN MIL0886683.
- Remigio Sabbadini, Briciole umanistiche, in Giornale storico della letteratura italiana, vol. 28, Torino, Loescher, 1897, SBN TSA1403907.
- Remigio Sabbadini, Codici latini inesplorati, in Rivista di filologia e d'istruzione classica, vol. 27, Torino, Loescher, 1899,  pp. 396-405, SBN RMS2502177.
- Remigio Sabbadini, Virgilio e Vergilio, in Rivista di filologia e d'istruzione classica, vol. 27, Torino, Loescher, 1899,  pp. 93-94, SBN RMS2501876.
- Remigio Sabbadini, Quali biografie vergiliane fossero note al Petrarca, in Rendiconti del R. Istituto di scienze e lettere, vol. 39, Milano, Tipo-lit. Rebeschini di Turati e C, 1906,  pp. 193-198, SBN PUV0706464.
- Remigio Sabbadini, Il primo nucleo della biblioteca del Petrarca, in Rendiconti del R. Istituto di scienze e lettere, vol. 39, Milano, Tipo-lit. Rebeschini di Turati e C, 1906,  pp. 369-388, SBN PUV0706467.
- Remigio Sabbadini, I codici milanesi del De officiis di Cicerone, in Rendiconti del R. Istituto di scienze e lettere, vol. 40, n. 2, Milano, Tipo-lit. Rebeschini di Turati e C, 1907,  pp. 508-521, SBN PUV0706474.
- Remigio Sabbadini, Quintiliano, il Commentum Terenti e Cicerone in Francia nel secolo XIV, in Rivista di filologia e di istruzione classica, vol. 39, n. 4, Torino, E. Loescher, ottobre 1911,  pp. 540-549, SBN CUB0569385.
- Remigio Sabbadini, La philologia del Petrarca e Terenzio, in Bollettino di Filologia classica, vol. 12, n. 2-3, Pinerolo, Tip. Chiantore-Mascarelli, agosto-settembre 1915, SBN CUB0569376.
- Remigio Sabbadini, Intorno allo Zibaldone boccaccesco, in Giornale storico della letteratura italiana, vol. 66, Torino, Loescher, 1915,  pp. 406-413, SBN PUV0706438.
- Remigio Sabbadini, Come il Panormita diventò poeta aulico, in Archivio Storico Lombardo, vol. 43, n. 1-2, Milano, Cogliati, 1916, SBN PUV0695433.
- Remigio Sabbadini, Note filologiche sul Secretum del Petrarca, in Rivista di filologia e di istruzione classica, vol. 45, n. 1, Torino, E. Loescher, gennaio 1917,  pp. 24-37, SBN CUB0569383.
- Remigio Sabbadini, La Biblioteca di Zomino da Pistoia, in Rivista di filologia e di istruzione classica, vol. 45, n. 2, Torino, E. Loescher, aprile 1917,  pp. 197-207, SBN CUB0569374.
- Remigio Sabbadini, Giacomino da Mantova: commentatore di Terenzio, in Atti e memorie dell'Accademia, vol. 8, Mantova, Stab. tipografico G. Mondovi, 1919, SBN VIA0133578.
- Remigio Sabbadini, Giovanni Aurispa scopritore di testi antichi, in Historia, vol. 1, n. 2, Milano, Tip. Popolo d'Italia, aprile-giugno 1927,  pp. 78-84, SBN LO10398080.
- Remigio Sabbadini, Note critiche al testo Virgiliano: dubbi sul testo di Virgilio, in Historia, vol. 8, n. 3, Milano, Tip. Popolo d'Italia, luglio-settembre 1934, SBN PUV1004375.